# 신행정론
신행정론 또는 신행정학(New Public Administration)은 1960년대 말 일단의 미국의 젊은 행정학자들이 기존 행정학의 학문 방법과 개념, 연구의 적실성(適實性) 등을 비판하면서 일으킨 새로운 학문 지향을 말한다. 이들은 행정에 있어서의 실증주의와 행동주의를 반대하고 적실성과 실천성을 갖는 새로운 학문이 필요하다고 주장했다.

## 배경
1960년대 말 미국은 심각한 정치·사회적 불안 상황에 직면해 있었다. 베트남 전쟁, 인종·인권 문제 등이 사회적 문제로 대두되었지만, 기존의 행동주의적 행정학은 이를 해결하지 못했다. 이러한 배경 하에서 1968년 드와이트 왈도(Dwight Waldo)의 주최로 젊은 학자들과 실무자들이 참가한 미노브룩 회의(Minnowbrook Conference)가 개최되었다.

## 내용
미노브룩 회의에서 논의된 내용은 ① 행정학의 적실성 지향, ② 탈실증주의, ③ 소용돌이 치는 환경에의 적응, ④ 새로운 조직 형태, ⑤ 고객 중심의 조직의 다섯 가지로 요약될 수 있다. 즉, 행정학은 ① 현실적으로 대두되는 여러 사회 문제에 대해 적실성(適實性) 있는 연구를 해야 하고, ② 실증주의에서 벗어나 가치주의를 지향해야 하고, ③ 격변하는 환경에 대처할 수 있어야 하고, ④ 관료제적 조직 형태에 대한 대안을 모색해야 하고, ⑤ 사회적 형평에 입각해 시민 중심적이어야 한다는 것이다.